# Kenneth M. Curtis
Kenneth Merwin Curtis (* 8. Februar 1931 in Curtis Corner, Leeds, Maine) ist ein US-amerikanischer Politiker. Er war zwischen 1967 und 1975 Gouverneur des Bundesstaates Maine.

## Frühe Jahre
Kenneth Curtis absolvierte im Jahr 1952 die Maine Maritime Academy und im Jahr 1959 die Portland University, wo er Jura studierte. Während des Koreakrieges war er Lieutenant Commander in der United States Navy.

## Politische Laufbahn
Curtis ist Mitglied der Demokratischen Partei. Von 1965 bis 1966 war er Secretary of State in der Regierung von Maine. Im Jahr 1966 wurde er zum Gouverneur seines Staates gewählt, wobei er sich mit 53,1 Prozent der Stimmen gegen den republikanischen Amtsinhaber John H. Reed durchsetzte. Nach einer Wiederwahl im Jahr 1970 – diesmal gewann er nur knapp mit einem Anteil von 50,1 Prozent gegen James S. Erwin – konnte er zwischen dem 5. Januar 1967 und dem 2. Januar 1975 amtieren. In dieser Zeit hat er sich vor allem dadurch einen Namen gemacht, dass er die Regierung von Maine modernisiert hat. Curtis war auch Mitglied vieler Gouverneursvereinigungen und spielte eine führende Rolle in der Demokratischen Partei. Zwischen 1977 und 1978 war er Vorsitzender des Democratic National Committee. Später war er von 1979 bis 1981 als Nachfolger von Thomas O. Enders Botschafter der Vereinigten Staaten in Kanada. Zwischen 1986 und 1994 fungierte er als Präsident der Maine Maritime Academy. Im Jahr 2000 war er Delegierter zur Democratic National Convention, bei der Al Gore als Präsidentschaftskandidat der Partei nominiert wurde.

## Präsidentschaftswahlkampf 2008
Bei den Präsidentschaftsvorwahlen des Jahres 2008 unterstützte er den Wahlkampf von Hillary Clinton. Da er inzwischen nach Florida umgezogen ist, war er dort einer der so genannten Superdelegierten für den Bundesparteitag der Demokraten. Nach dem Gerangel um den Zeitpunkt der demokratischen Vorwahlen in Florida verlor er ursprünglich seinen Status als Delegierter, weil die Stimmen Floridas auf dem Bundesparteitag nicht zählen sollten. Die Übereinkunft, dass die Stimmen aus Florida zur Hälfte doch zählen dürften, war letztlich ohne Wert, da Hillary Clinton bereits vor der Convention ihre Niederlage gegen Barack Obama in den Vorwahlen eingestehen musste.

## Privates
Kenneth Curtis ist mit Polly Curtis verheiratet. Das Paar hat ein Kind. Curtis lebt heute zeitweise auf dem Anwesen namens Siesta Key in Sarasota in Florida.